# Margaret Turnbull

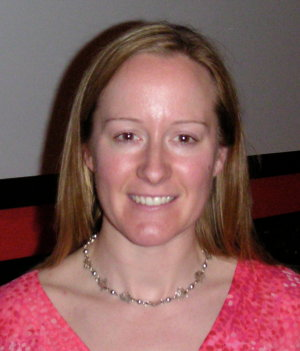
Margaret Turnbull beim World Science Festival im Juni 2008.

Margaret Carol Turnbull (* 1975) ist eine amerikanische Astronomin am Space Telescope Science Institute in Baltimore. Sie erhielt ihren Doktorgrad (PhD) in Astronomie 2004 von der University of Arizona. Turnbulls Fachgebiete ist: „Habstars“ (Sterne, die geeignet scheinen, günstige Bedingungen für Leben zu bieten), „Sonnenzwillinge“ und Lebensmöglichkeiten auf Planeten.
2002 entwickelte sie zusammen mit Jill Tarter HabCat. Hierbei handelt es sich um einen Katalog, der Sonnensysteme enthält, die theoretisch Leben beherbergen oder bewohnbar sein könnten. Im darauf folgenden Jahr wurden von Turnbull aus der Liste, die über 5000 Sterne bis maximal 100 Lj. Distanz enthält, 30 besonders geeignet erscheinende Sterne ausgesucht.
2006 präsentierte Margaret Turnbull eine noch kürzere Liste von zwei Mal lediglich je fünf Sternen. Die ersten fünf sollen die Basis für das SETI, die Radiowellen mit dem Allen Telescope Array absucht, darstellen. Dies sind (Asterion , HD 10307, HD 211415, 18 Scorpii und 51 Pegasi). Die zweite Liste soll die Topkandidaten für den Terrestrial Planet Finder enthalten: (Epsilon Indi, Epsilon Eridani, 40 Eridani, Alpha Centauri B und Tau Ceti).
Der Asteroid (7863) Turnbull wurde am 28. September 1999 nach ihr benannt.